# Marguerite Nichols
Pour les articles homonymes, voir Nichols.
Marguerite Olive Nichols, née le 3 août 1891 à Los Angeles aux États-Unis, est une actrice américaine du cinéma muet, de 1915 à 1918. Elle épouse Hal Roach, un producteur de cinéma, réalisateur, et scénariste américain. Elle meurt d'une pneumonie, à Los Angeles, le 17 mars 1941,. Sa sœur était l'actrice Norma Nichols.

## Filmographie
La filmographie de Marguerite Nichols, comprend les films suivants : 
- 1918 : The Girl o' Dreams
- 1917 : La prière de l'enfant
- 1917 : Sold at Auction
- 1916 : Jess of the Hill Country (court-métrage)
- 1916 : The Power of Evil
- 1916 : The Torch Bearer (en)
- 1916 : Charme vainqueur
- 1916 : Faith's Reward (court-métrage)
- 1916 : The Strength of Donald McKenzie (en)
- 1916 : The Dancer (court-métrage)
- 1916 : The Rummy Act of Omar K.M. (court-métrage)
- 1916 : Dust
- 1916 : The Matrimonial Martyr
- 1916 : Pay Dirt
- 1916 : An Old Man's Folly (court-métrage)
- 1916 : Jack (court-métrage)
- 1916 : The Reclamation
- 1916 : The Oath of Hate (court-métrage)
- 1916 : When Might is Right (court-métrage)
- 1916 : His Masterpiece (court-métrage)
- 1916 : The Witch of the Mountains (court-métrage)
- 1916 : Un joli rayon de soleil
- 1916 : Big Brother (court-métrage)
- 1915 : A Rose Among the Briars (court-métrage)
- 1915 : Counsel for the Defense (court-métrage)
- 1915 : The Maid of the Wild (court-métrage)
- 1915 : Blue Blood and Yellow (court-métrage)
- 1915 : Beulah
- 1915 : The Quality of Forgiveness (court-métrage)

## Galerie

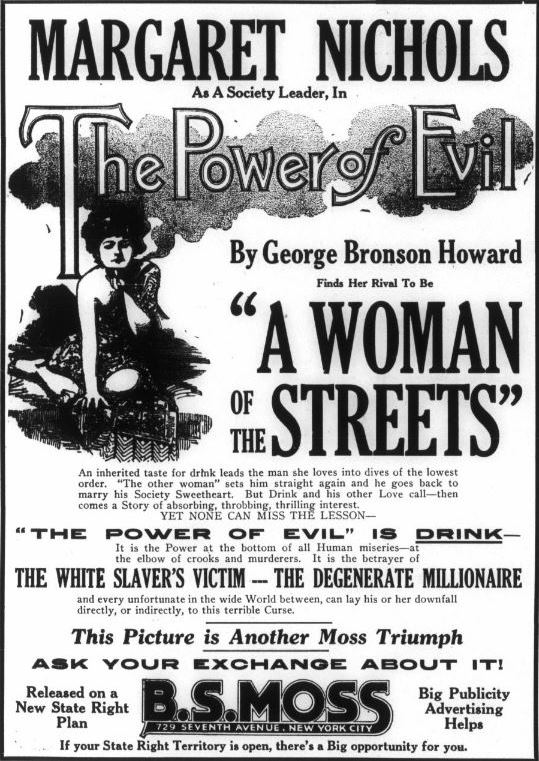
Affiche du film The Power of Evil.
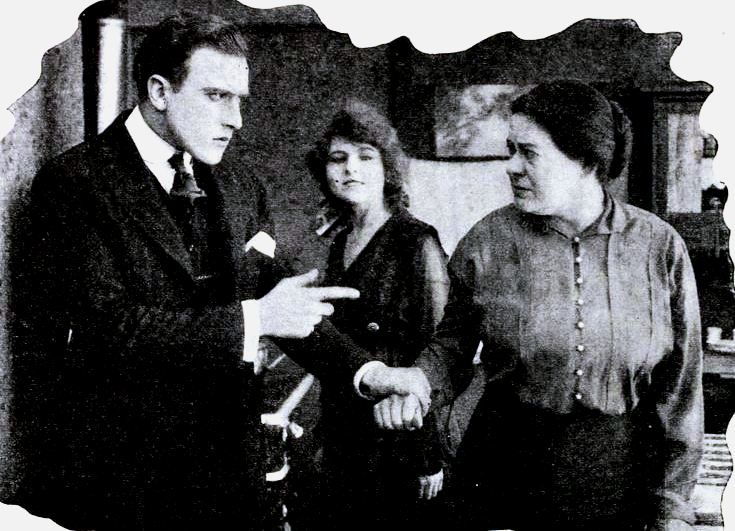
Photo tirée du film Sold at Auction (1917) (Frank Mayo, Marguerite Nichols et Ruth Lackaye).